# Districte d'Yverdon

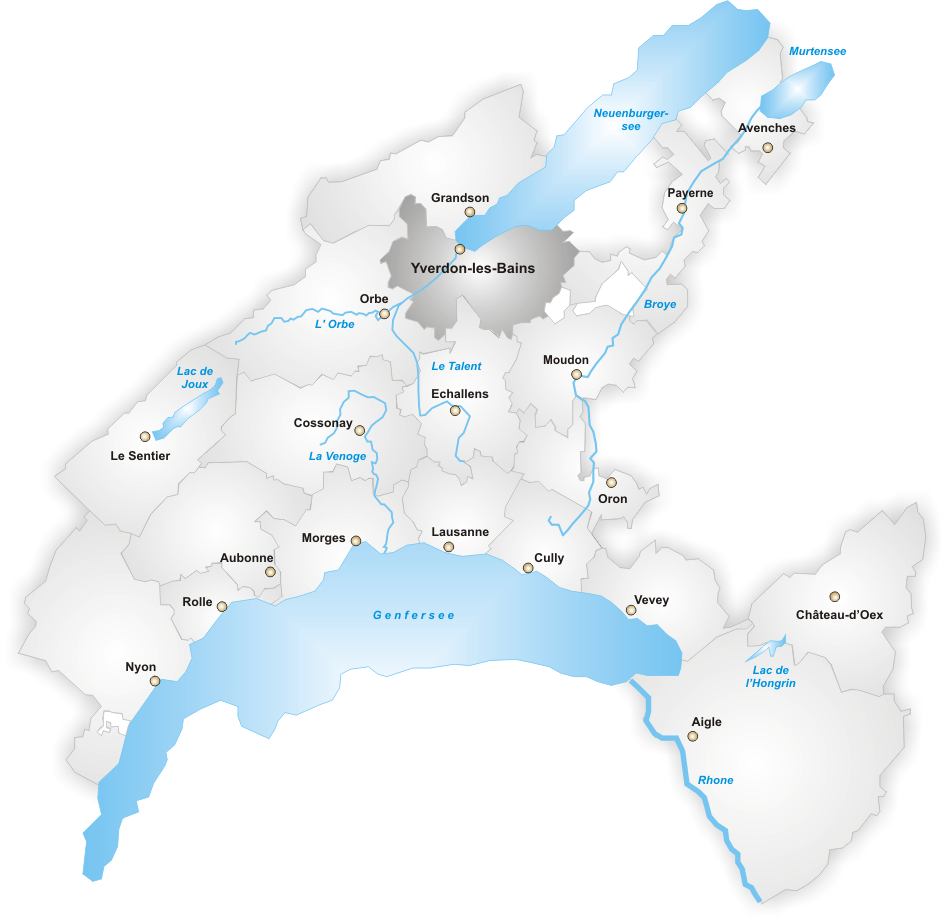
L'antic districte d'Yverdon

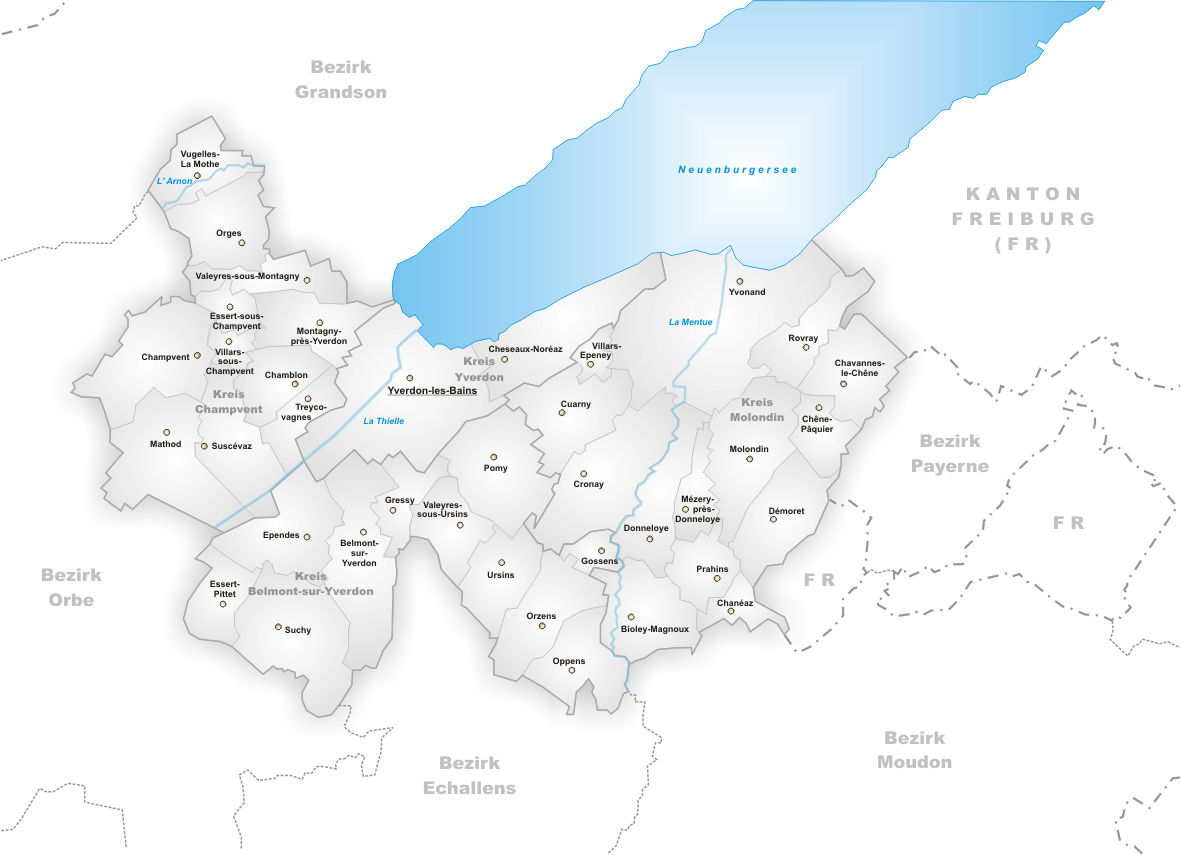
Municipis de l'antic districte d'Yverdon

El districte d'Yverdon és un dels antics 19 districtes del cantó suís de Vaud que va desaparèixer en la reforma del 2008. Els seus municipis van anar a parar al districte del Jura-Nord vaudois, excepte el municipi d'Oppens que va anar al districte del Gros-de-Vaud.

## Municipis
- Cercle de Belmont-sur-Yverdon
  - Belmont-sur-Yverdon
  - Ependes
  - Essert-Pittet
  - Gossens
  - Gressy
  - Oppens
  - Orzens
  - Pomy
  - Suchy
  - Ursins
  - Valeyres-sous-Ursins

- Cercle de Champvent
  - Chamblon
  - Champvent
  - Essert-sous-Champvent
  - Mathod
  - Montagny-près-Yverdon
  - Orges
  - Suscévaz
  - Treycovagnes
  - Valeyres-sous-Montagny
  - Villars-sous-Champvent
  - Vugelles-La Mothe

- Cercle de Molondin
  - Bioley-Magnoux
  - Chanéaz
  - Chavannes-le-Chêne
  - Chêne-Pâquier
  - Cronay
  - Cuarny
  - Démoret
  - Donneloye
  - Mézery-près-Donneloye
  - Molondin
  - Prahins
  - Rovray (resultat de la fusió de Rovray i Arrissoules l'1 de gener de 2005)
  - Villars-Epeney
  - Yvonand

- Cercle d'Yverdon
  - Cheseaux-Noréaz
  - Yverdon-les-Bains (Yverdon fins al 1981)